# Форт-Вільям
Форт-Ві́льям (англ. Fort William, шотл. гел. An Gearasdan) — містечко в Шотландії, в області Гайленд. Друге за чисельністю населення місто Гайленду — 9 906 осіб (2006), розташоване в затоці Лох-Лінне, біля витоку річок Невіс та Лакі. Важливий туристичний центр.
Близько 726 людей (7.33% від населення) розмовляють гаельською мовою.

## Географія
На півдні від Форт-Вільяма знаходиться містечко Гленко (шотл. гел. Gleann Comhan), й місто Гленфіннан (шотл. гел. Gleann Fhionghain) на сході по дорозі до островів.
Залізниця Вест-Гайленд-Лайн сполучає Форт-Вільям та Глазго.

### Клімат
Місто знаходиться у зоні, котра характеризується морським кліматом. Найтепліший місяць — липень із середньою температурою 15 °C (59 °F). Найхолодніший місяць — січень, із середньою температурою 4.4 °С (40 °F).
| Клімат Форт-Вільяма     | Клімат Форт-Вільяма | Клімат Форт-Вільяма | Клімат Форт-Вільяма | Клімат Форт-Вільяма | Клімат Форт-Вільяма | Клімат Форт-Вільяма | Клімат Форт-Вільяма | Клімат Форт-Вільяма | Клімат Форт-Вільяма | Клімат Форт-Вільяма | Клімат Форт-Вільяма | Клімат Форт-Вільяма | Клімат Форт-Вільяма |
| Показник                | Січ.                | Лют.                | Бер.                | Квіт.               | Трав.               | Черв.               | Лип.                | Серп.               | Вер.                | Жовт.               | Лист.               | Груд.               | Рік                 |
| Абсолютний максимум, °C | 12                  | 13                  | 17                  | 25                  | 26                  | 28                  | 28                  | 30                  | 21                  | 22                  | 16                  | 15                  | 30                  |
| Середній максимум, °C   | 6                   | 6                   | 7                   | 10                  | 13                  | 15                  | 17                  | 16                  | 13                  | 11                  | 8                   | 6                   | 11                  |
| Середня температура, °C | 4                   | 4                   | 5                   | 7                   | 11                  | 13                  | 15                  | 14                  | 12                  | 10                  | 6                   | 5                   | 8                   |
| Середній мінімум, °C    | 2                   | 2                   | 3                   | 5                   | 7                   | 10                  | 12                  | 11                  | 10                  | 7                   | 4                   | 3                   | 6                   |
| Абсолютний мінімум, °C  | −14                 | −9                  | −7                  | −2                  | −1                  | 0                   | 2                   | 2                   | −1                  | −2                  | −11                 | −12                 | −14                 |
| Норма опадів, мм        | 220                 | 160                 | 140                 | 100                 | 90                  | 100                 | 120                 | 150                 | 170                 | 200                 | 200                 | 230                 | 1930                |
| ----------------------- | ------------------- | ------------------- | ------------------- | ------------------- | ------------------- | ------------------- | ------------------- | ------------------- | ------------------- | ------------------- | ------------------- | ------------------- | ------------------- |
| Джерело: Weatherbase    |                     |                     |                     |                     |                     |                     |                     |                     |                     |                     |                     |                     |                     |

## Історія

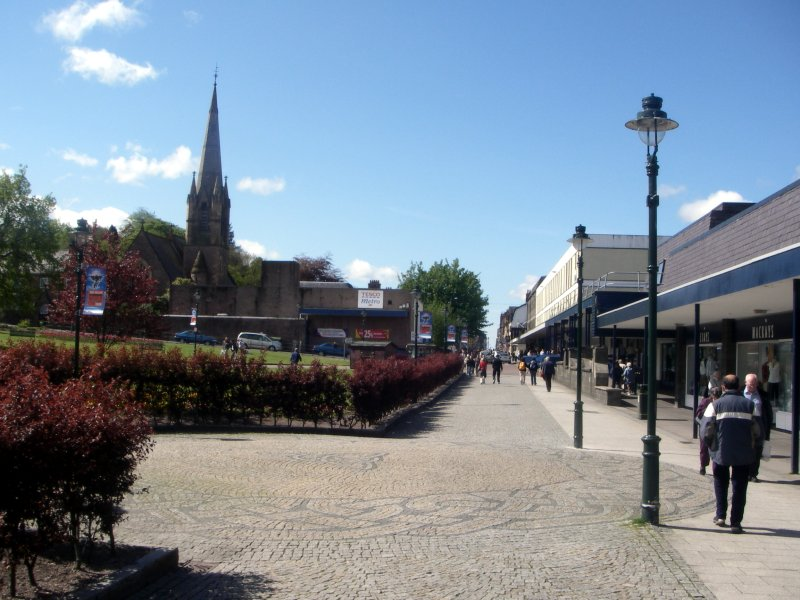
Церква. Форт-Вільям.

Історично це місцевість Лохаберу належала Клану Камеронів, і в цьому районі існувало кілька основних поселень Камеронів (таких як Блармакфолдач). Перед початком будівництва форту Інверлоч був основним поселенням у цьому районі, також там відбулися дві битви - перша битва при Іневерлочі в 1431 р., та друга битва при Інверлочі в 1645 р.
Місто суттєво збільшилося за розміром як поселення, хоча форт був побудований для контролю над населенням після вторгнення Олівера Кромвеля під час Війни Трьох королівств, а також аби придушити повстання якобітів 18 століття.
У повстанні якобітів, відомому як сорок п'ять, Форт Вільям був взятий в облогу якобітами на два тижні, з 20 березня по 3 квітня 1746 року. І хоча якобіти змогли захопити обидва інших форти в ланцюзі з трьох укріплень Великого Глену (Форт Август і Форт Джордж), їм не вдалося взяти Форт Вільям.
Під час Другої світової війни форт Вільям був домівкою корабля Сент-Крістофер, який був навчальною базою прибережних сил Королівського флоту.
Більше про історію міста та регіону можна знайти в Музеї Західного Гайленда на Високій вулиці.
Форт-Вільям - північний кінець Вест-Гайленд-Вей, магістрального маршруту, що завдовжки 95 миль (153 км), і проходить через Шотландське нагір'я до Мілггаві, на околиці Глазго, а також початковий / кінцевий пункт  дороги Великого Глену, яка Проходить між Форт Вільям і Інвернесс.
2 червня 2006 року вогонь знищив ресторан McTavish на вулиці Форт Віл'ямс Гай Стріт разом з двома магазинами, які входили до складу будівлі. Ресторан був відкритий у 1970-х роках, а до цього будівля була кафе Фразера з 20-х років минулого століття.